# Votuporanga
Votuporanga este un oraș în São Paulo (SP), Brazilia.
1. ↑   http://www.votuporanga.sp.gov.br/n/publicacao/?x=institucional&p=2013723111322-hist-ria Lipsește sau este vid: |title= (ajutor)